# Anton Heraščenko
Anton Jurijovyč Heraščenko (in ucraino Антон Юрійович Геращенко?; trasl. anglosassone: Anton Herashchenko; Charkiv, 10 febbraio 1979) è un politico e giornalista ucraino, attuale consigliere ed ex viceministro presso il Ministero degli affari interni dell'Ucraina. È stato membro del parlamento di Kiev nel periodo 2014–2019.

## Biografia
Quando Arsen Avakov divenne Ministero degli affari interni nel 2014, Heraščenko è diventato il suo consigliere. In questo ruolo, Heraščenko ha informato i giornalisti sulla formazione del Battaglione Donbass, il Battaglione Azov, e l'abbattimento del volo Malaysia Airlines 17.
Heraščenko è stato eletto al parlamento nelle elezioni parlamentari ucraine del 26 ottobre 2014, in rappresentanza del Fronte Popolare nel distretto nazionale multimandato. È stato inserito al 21º posto (come candidato indipendente) nella lista elettorale del partito. È stato segretario della commissione per il sostegno legislativo delle forze dell'ordine della Verchovna Rada (il parlamento ucraino). In parlamento uno dei suoi assistenti-consulenti era il futuro ministro dell'Interno (nominato nel luglio 2021) Denys Monastyrs'kyj.
Heraščenko è stato uno dei fondatori di un database chiamato "Myrotvorec'" (Pacificatore).
Nel gennaio 2017 è stato annunciato che il Servizio di sicurezza dell'Ucraina (SBU) aveva impedito un tentativo di omicidio contro Heraščenko. La SBU aveva tenuto i due assassini sotto sorveglianza per oltre un mese e li aveva arrestati sul fatto con un ordigno esplosivo in loro possesso. La SBU ha dichiarato che gli assassini erano stati in prigione in Crimea, fino a quando non hanno accettato di assassinare Heraščenko. La SBU afferma che gli assassini erano coordinati da Andrej Tichonov. Tichonov attualmente vive a Belgorod in Russia, ed era un cittadino ucraino, che aveva combattuto contro l'Ucraina a fianco della Repubblica Popolare di Lugansk.
Dopo le elezioni parlamentari ucraine del luglio 2019, Heraščenko non è tornato in parlamento perché non ha preso parte alle elezioni. Il 25 settembre 2019 il Gabinetto dei ministri dell'Ucraina lo ha nominato uno dei sei o sette viceministri del Ministero degli affari interni. Il ministro era Arsen Avakov. Quando Avakov si è dimesso dalla carica di ministro dell'Interno il 15 luglio 2021, Heraščenko è diventato consigliere ufficiale del nuovo ministro Denys Monastyrsky. Il 4 agosto 2021 è stato destituito dalla carica di viceministro. A fine settembre 2021 Heraščenko è stato nominato coordinatore del nuovo "Office for Business Protection"  all'interno del Ministero degli Affari Interni.